# خيسوس باديلا
خيسوس باديلا (بالإسبانية: Jesús Padilla)‏ هو لاعب كرة قدم مكسيكي في مركز الوسط، ولد في 3 مارس 1987 في سان خوسيه في الولايات المتحدة. لعب مع نادي شيفاز يو إس أي ونادي غوادالاخارا.

## وصلات خارجية
- خيسوس باديلا على موقع الدوري الأمريكي (الإنجليزية)
- خيسوس باديلا على موقع قاعدة بيانات كرة القدم.إي يو (الإنجليزية)
- خيسوس باديلا على موقع Soccerway.com (الإنجليزية)